# 曹震陽
曹震陽（1576年—1613年），字穉春，號太初，浙江杭州府海寧縣人，明朝政治人物。

## 生平
萬曆二十五年（1597年）丁酉科舉人，萬曆三十五年（1607年）丁未科進士，授工部主事，官至工部员外郎。

## 家族
曾祖曹相。祖父曹學聖。父曹忠良。母王氏。重庆下。兄曹嘉謨（贡士）、曹震隆。